# حصار مكة (683)
حِصَار مكَّة (683) كان حصار مكة عام 683م أحد الأحداث البارزة خلال الفتنة الثانية في تاريخ الإسلام. وقع الحصار في خلافة يزيد بن معاوية الأموية، حيث سعى الأمويون إلى استعادة السيطرة على مكة من عبد الله بن الزبير، الذي أعلن نفسه خليفة. امتدَّ الحِصار ما بين (24 سبتمبر - 26 نوفمبر) سنة 683. و كانت مدينة مكَّة بمثابة ملاذ لعبد الله بن الزبير، الذي كان من بين أبرز المُنافسين لخلافة الأسرة الحليفة للخليفة الأموي يزيد الأول. بعد المدينة القريبة، المدينة الإسلامية الأخرى، التي تمردت أيضًا ضد يزيد، أرسل الحاكم الأموي جيشًا لإخضاع الجزيرة العربية. هزم الجيش الأموي المدينة ثمَّ سيطر على المدينة، لكن مكَّة صمدت في حصار دام شهرًا، وتضرَّرَت فيه الكعبة بِسبب النَّار. انتهى الحصار عندما جاء خبر وفاة يزيد المفاجئة. غَادَرَ القائد الأموي، الحصين بن نمير، دون جدوى لإقناع ابن الزبير بالعودة معهُ إلى سوريا والاعتراف بالخليفة، مع قُوَّاته. بقي ابن الزبير في مكَّة طوال الحرب الأهلية، لكنَّهُ سُرعان ما اعتُرِفَ بأنَّهُ الخليفة في معظم أنحاء العالم الإسلامي. لم يكُن حتى عام 692، أنَّ الأمويين كانوا قادرين على إرسال جيش آخر حاصرت مكة مرَّة أخرى واستولت عليها، منهية الحرب الأهلية.

## خلفيَّة
عِندَ وفاة مؤسِّس الخلافة الأموية، معاوية بن أبي سفيان (661 - 680)، في عام 680، طُرِحَ العالم الإسلامي في حالة اضطراب. على الرَّغم من أنَّ معاوية كان قد عيَّنَ ابنه يَزيد، وولي عهده، لم يعترف هذا الاختيار عالميًا، خاصة من قبل القديمة المدينية النخب، الذين تحدوا مُطالبة الأمويين إلى الخلافة. من بينهم، كان المرشَّحان الرئيسيَّان للخلافة هما العيد الحسين بن علي (حفيد النبي محمَّد)، وعبد الله بن الزبير (حفيد الخليفة الأول، أبو بكر، وابن أخ زوجة محمد عائشة). لتجنب الاضطرار إلى الاعتراف بيزيد، عند انضمام الأخير فر الرجُلان من المدينة المنورة إلى مكة المكرمة. حاول حسين في البداية تمردًا صريحًا ضد الأمويين، لكن هذا أدى إلى وفاته في معركة كربلاء في أكتوبر 680، تاركًا لابن الزبير المنافس الرئيسي للأُمويين. طالما عاش يزيد، استنكر ابن الزبير حكمهُ من حرم مكة، لكنَّهُ لم يطالب بالخلافة صراحةً، وبدلًا من ذلك أطلق على نفسه اسم «الهارب في الحرم» (آل البيت الأبيض) وأصرَّ على أن الخليفة تُختارُ بالطّريقة التقليديَّة، من قِبل التّجمع القبلي (الشُّورى) من بين كل قريش، وليس فقط الأُمويِّين.
في البداية، حاول يزيد وحُكَّامهُ في المدينة المنورة التفاوض مع ابن الزبير، وكذلك مع أُسر أنصار غير الراضين. ومع ذلك، فإن الطبقة الأرستقراطية في المدينة، التي شعرت بأن موقعها مُهدَّد من قبل مشاريع معاوية الزراعية الواسعة النطاق حول مدينتها، واعتُبر يزيد غير مناسب لمكتب الخليفة بسبب نمط حياته الذائع السمعة، قاد استنكارًا علنيًا من ولائهم ليزيد. وطرد أفراد الأسرة الأموية، وعددهم حوالي 1000 (بما في ذلك الخليفة المستقبلي مروان بن الحكم وأبنائه)، من مدينتهم. ونتيجة لذلك، أرسل يزيد جيشًا لإخضاع المقاطعة، واختار مسلم بن عقبة المري لقيادتها. لقد تغلب جيش المسلمين المكون من 12000 سوري على مقاومة المدنيون في وقعة الحرة في 26 أغسطس 683 وشرع في طرد المدينة المنورة وهي واحدة من الأفعال الفاسدة التي ندَّد بها الأمويون في التقاليد الإسلامية اللاحقة. بالنسبة لعقيدته في المدينة المنورة، يتذكر التقليد اللاحق مسلم بن عقبة، على حد تعبير يوليوس ويلهاوسن، «المتجسد الوثني»، على الرغم من أنه في المصادر السابقة مُثِّل كالمتدين ويحجم عن القيام بالمهمة المُوكلة إليه من قبل الخليفة.

## الحِصَار
بعد أخذ المَدينة، انطلق مُسلم إلى مكة، لكنَّهُ في طريقه مرض وتوفي في مشعل، ونُقِلَ الأمر إلى الملازم الحصين بن نمير السكوني. وفقًا للحساب الذي أبلغ عنهُ الطبري، كان هذا كثيرًا ضد إرادة عُقبة، ولكنها وفقًا لرغبات يزيد.
كان الكثير من سكَّان المدينة قد فرُّوا إلى مكة، بما في ذلك قائد قريش في معركة الحارة، عبد الله بن مطيع، الذي لعب دورًا رائدًا في الدفاع عن مكة إلى جانب المختار الثقفي. كما انضم إلى ابن الزبير خاريج من اليمامة (وسط الجزيرة العربية)، بقيادة نجدة بن عامر الحنفي. وصل جيشُ الحسين إلى مكة في سبتمبر. في المعركة الأولى، أثبت ابن الزبير النصر، لكن الأمويين استمروا، وفي 24 سبتمبر وضعوا المدينة تحت الحِصار، واستخدموا مقاليع لقصفها بالحجارة.
أنشأ ابن الزبير مركز قيادته على أرض المسجد الحرام. في يوم الأحد، 31 تشرين الأول/أكتوبر، اشتعلت النار في الكعبة المشرفة، التي شُيِّد عليها هيكل خشبي مغطى بالفرش لحمايتها، بينما انفجر الحجر الأسود المقدس في الجو. ترجع العديد من المصادر اللاحقة للخطأ إلى المحاصرين، مِمَّا أدى إلى ظهور «هذا الحصار والقصف بشكل بارز في قوائم الجرائم الأموية» (جيرالد هوتنج)، ولكن الروايات الأكثر موثوقية تنسب الحدث إلى شعلة حملها أحد أبناء ابن العال. أتباع الزبير، التي طفتها الريح على المبنى.
استمرَّ الحصار لمدة 64 يومًا حتى 26 نوفمبر، عندما وصلت أنباء وفاة يزيد (11 نوفمبر) إلى المحاصرين. دخل حسين الآن في مفاوضات مع ابن الزبير. على الرغم من أن المحكمة الأموية في دمشق أعلنت على الفور أن ابن يزيد الشاب المريض، معاوية الثاني، هو الخليفة، إلَّا أن السلطة الأموية انهارت عمليًا في المحافظات وأثبتت اهتزازها حتى في محافظة مسقط رأس الأمويين. لذا كان حسين على استعداد للاعتراف بأن ابن الزبير هو الخليفة، شريطة أن يصدر العفو ويتبعه في سوريا. رفض ابن الزبير آخر مطلب، لأن هذا سيضعه تحت سيطرة النخب السورية، وغادر حسين مع جيشه إلى سوريا.

## ما بعد الحِصَار
ترك تراجع الجيش الأموي ابن الزبير في سيطرة لا جدال فيها على مكة. مع انهيار السلطة الأموية، سرعان ما اُعترف بأنَّهُ الخليفة الشرعي في معظم أنحاء العالم الإسلامي، بما في ذلك شمال سوريا. سلطته. ومع ذلك، ظلت معظمها الاسمية. تمكَّنَ الأمويون، تحت قيادة مروان بن الحكم، من تعزيز موقعهم في سوريا في معركة مرج رايت، وحتى استعادة مصر، ولكن أُقيمت محاولة أموية لاستعادة السيطرة على العراق هُزمت من قبل المؤيدين لعلاء العيد. القوات تحت قيادة مختار الثقفي بالقرب من الموصل في أغسطس 686. عبد الملك، الذي خلف والده مروان بعد وفاة الأخير في أبريل 685، بعد ذلك اقتصر على تأمين منصبهُ، بينما هزم شقيق ابن الزبير مصعب مختار في معركة حرورة وسيطرت على كل العراق في 687. في 691، تمكن عبد الملك لتحقيق ظفار آل الكلابي الصورة قيس مرة أخرى في العصر الأموي أضعاف، وتقدما في العراق. هُزِم مصعب وقتل، وأُعيدت السلطة الأموية عبر الشرق. بعد حصار آخر لمكة استمر من مارس إلى أكتوبر 692، قُتل ابن الزبير وانتهت الحرب الأهلية.

## إعادة بِناء الكعبَة
بعد رحيل الأمويين، بدأ ابن الزبير في إعادة بناء الكعبة، ولكن معظم الناس، بقيادة ابن عباس، قد تركوا المدينة خوفًا من الانتقام الإلهي؛ فقط عندما بدأ ابن الزبير نفسه في هدم بقايا المبنى القديم، تم تشجيعهم على العودة ومساعدته. غيرت إعادة إعمار ابن الزبير الخطة الأصلية، حيث تضمنت التعديلات التي قيل إن محمد نفسه قصدها، لكنها لم تنفذ خلال حياة محمد خوفًا من تنفير الميكانيكيين الذين تم تحويلهم مؤخرًا. بُنيَّت الكعبة الجديدة بالكامل من الحجر - كان القديم مكونًا من طبقات متباينة من الحجر والخشب - وكان له بابان ومدخل في الشرق ومخرج في الغرب. بالإضافة إلى ذلك، قام بتضمين جدار حاتم نصف دائري في المبنى المناسب. كانت الأجزاء الثلاثة من الحجر الأسود مربوطة بإطار فضي، وضعها ابن الزبير داخل الكعبة المشرفة الجديدة. بعد الغزو الأموي للمدينة، فُصِلَ الحاتم مرَّة أخرى عن المبنى الرئيسي، وكانت البوابة الغربية محصورة، عائدة إلى الخطوط العامة لخطة ما قبل الإسلام. هذا هو الشكل الذي نجا من الكعبة حتى يومنا هذا.